# Kim Putters
Kim Putters (Hardinxveld-Giessendam, 22 september 1973) is een Nederlands bestuurskundige, bestuurder en voormalig politicus. Van 2008 tot juni 2013 was hij bijzonder hoogleraar Management van zorginstellingen aan de Erasmus Universiteit Rotterdam. Aan dezelfde universiteit was Putters van juni 2013 tot september 2022 bijzonder hoogleraar Beleid en Sturing van de Zorg; sindsdien is hij bijzonder hoogleraar Brede Welvaart aan de Tilburg University. Daarnaast was hij van 11 juni 2003 tot 15 juni 2013 lid van de Eerste Kamer voor de Partij van de Arbeid (PvdA) waar hij afscheid nam wegens zijn benoeming tot directeur van het Sociaal en Cultureel Planbureau. Per 16 september 2022 werd hij benoemd tot voorzitter van de Sociaal-Economische Raad, waar hij sinds januari 2017 kroonlid was.

## Achtergrond en loopbaan
Putters, telg uit een familie van binnenschippers, noemt zichzelf vaak een 'polderjongen'. Hij beweegt zich in de hoogste kringen, maar blijft verbonden met de mensen uit het dorp in de bijbelgordel waar hij opgroeide. Zijn moeder komt uit Brabant en was rooms-katholiek opgevoed, zijn vader Nederlands-hervormd, Putters is niet gedoopt. Hij volgde na de middelbare school, het atheneum aan de Openbare Scholengemeenschap 'Willem de Zwijger' te Papendrecht, een studie bestuurskunde, richting organisatie en management bij de overheid, aan de Erasmus Universiteit Rotterdam. Daar promoveerde hij op 20 december 2001 op het gebied van sociale wetenschappen en bestuurskunde. Van 1996 tot 2000 was Putters adviseur bij de Raad voor de Volksgezondheid en Zorg.

### Wetenschap
Van 2000 tot 2003 werkte hij als universitair docent aan de Erasmus Universiteit Rotterdam, vervolgens tot 2006 als universitair docent aan de Tilburgse School voor Politiek en Bestuur, waar hij onder meer les gaf op het terrein van publieke beleidsvorming, toezicht resultaat en verantwoording, en onderzoeksvaardigheden. Van 2007 tot 2008 was hij universitair hoofddocent beleid en bestuur van de zorg bij het Instituut Beleid en Management Gezondheidszorg van de Erasmus Universiteit Rotterdam. Vanaf december 2008 tot juni 2013 was hij aan die universiteit bij het Instituut Beleid en Management Gezondheidszorg bijzonder hoogleraar Management van instellingen in de gezondheidszorg. Van 1 juni 2013 tot september 2022 bekleedde hij daar als bijzonder hoogleraar voor een dag in de week de leerstoel Beleid en Sturing van de Zorg in de Veranderende Verzorgingsstaat. In zijn oratie, Was getekend. Op weg naar een vernieuwd sociaal contract in de zorg, introduceerde Putters het idee van een maatschappelijke en politieke herijking van het filosofische concept sociaal contract in de Nederlandse discours. Sinds 16 september 2022 is Putters voor een dag in de week universiteitshoogleraar Brede Welvaart aan de Tilburg University.

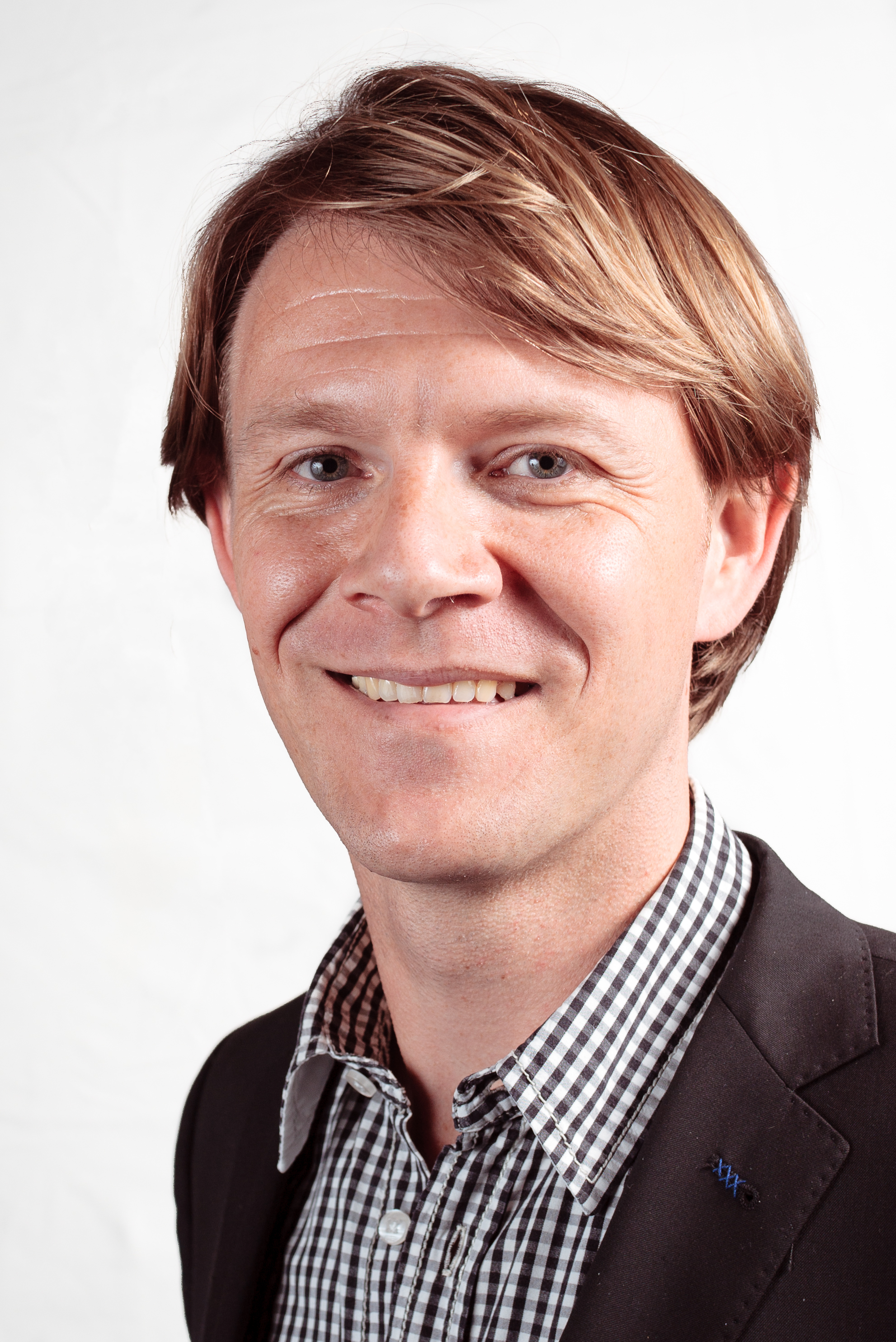
Kim Putters in 2012.

### Volksvertegenwoordiging
Vanaf 2002 was Putters lid van de gemeenteraad van Hardinxveld-Giessendam en vanaf 2006 voorzitter van de PvdA-fractie in deze raad. Bij de Eerste Kamerverkiezingen 2003 werd hij gekozen in de senaat, hij was het jongste lid gedurende de zittingsperiode 2003-2007. In zijn maidenspeech, gehouden in een debat over de begrotingspost milieubeheer, bepleitte hij een krachtige, creatieve uitvoering van milieubeleid om te voorkomen dat het milieu duurzaam onder aan de prioriteitenlijst komt. Hij zet in op het groenpoldermodel om breed gedragen en afdwingbare afspraken tussen overheid en markt tot stand te brengen, de dialoog over duurzaamheid in samenleving en economie. Verder hield hij zich bezig met wetenschapsbeleid en hoger onderwijs, zorg, volkshuisvesting, ruimtelijke ordening, volksgezondheid, welzijn en sport.
Putters was binnen de PvdA kandidaat om lijsttrekker te worden bij de Eerste Kamerverkiezingen 2011. Hij verloor de ledenraadpleging hierover van fractiegenoot Marleen Barth. Wel werd hij datzelfde jaar met ruime meerderheid van stemmen verkozen tot eerste ondervoorzitter van de Eerste Kamer. Hij bekleedde deze functie van 5 juli 2011 tot 11 juni 2013. Bij zijn afscheid van de Eerste Kamer werd hij benoemd tot ridder in de Orde van Oranje Nassau.

### Sociaal en Cultureel Planbureau, Sociaal-Economische Raad
Op 15 juni 2013 startte hij bij het Sociaal en Cultureel Planbureau (SCP) waarvan hij in maart 2013 door de ministerraad tot directeur was benoemd, als opvolger van Paul Schnabel. Hij werd daarmee de jongste directeur van het SCP ooit. In 2016 schreef hij in deze functie een opiniestuk onder de titel Een nieuw sociaal contract. Na vaststelling dat de verschillen tussen bovenlaag en achterblijvers zijn gegroeid en velen met een toenemend wantrouwen naar politici en bestuurders kijken, poneert hij daar de stelling dat leiderschap in politiek en bedrijfsleven een visie zou moeten ontwikkelen om deze polarisatie tegen te gaan:
Zonder ankerpunten voor een nieuw sociaal contract lijkt maatschappelijk conflict onvermijdelijk.
Onder zijn verantwoordelijkheid verscheen bij het SCP onder meer het uitgebreide rapport Denkend aan Nederland., een bundeling van analyses, thematische verkenningen en essays over verschillende groepen mensen in de Nederlandse maatschappij, hun manier van leven en denken en de verhouding tot identiteit.
In november 2021 kondigde Putters aan bij het aflopen van zijn termijn in juni 2022 te stoppen als directeur van het SCP. Bij zijn afscheid verscheen zijn boek Het einde van de BV Nederland. Over de noodzaak van een verhaal voor de samenleving.
Op 17 juni 2022 stemde de ministerraad in met de voordracht van de minister van Sociale Zaken en Werkgelegenheid, Putters tot voorzitter van de Sociaal-Economische Raad (SER) te benoemen waar hij vanaf januari 2017 al kroonlid was. De benoeming ging in op 16 september 2022 en duurt tot 1 april 2024, waarna herbenoeming mogelijk is. Taak van de SER is regering en parlement te adviseren over sociaaleconomische vraagstukken.

## Verdere functies en werkzaamheden
Sinds februari 2014 is Putters columnist bij Het Financieele Dagblad, waar hij wekelijks schrijft over actuele maatschappelijke vraagstukken. De columns werkte hij in 2019 om in zijn eerste boek Veenbrand. De Volkskrant riep hem in 2019 en 2020 uit tot invloedrijkste Nederlander.

### Informateur
Vanuit zijn rol als directeur van het Sociaal en Cultureel Planbureau werd Putters betrokken bij kabinetsformaties. Volgens oud-minister Wouter Koolmees (D66) vormden de analyses van Putters de rode draad voor het regeerakkoord van het kabinet-Rutte III.
Op 14 februari 2024 stemde de Tweede Kamer in met een motie van PVV-voorman Geert Wilders, winnaar van de Tweede Kamerverkiezingen 2023, om Putters te benoemen tot derde informateur in de kabinetsformatie na Ronald Plasterk en Gom van Strien. De eerdere informatieronde voerde niet tot het door Wilders nagestreefde resultaat, de vorming van een rechts meerderheidskabinet, hij zag in Putters de juiste man om "de mogelijkheden te onderzoeken voor een vruchtbare politieke samenwerking die recht doet aan de verkiezingsuitslag inclusief de grote verschuivingen die daarbij hebben plaatsgevonden, en kan rekenen op voldoende steun in de volksvertegenwoordiging, bijvoorbeeld in de vorm van een extraparlementair-, gedoog- of minderheidskabinet, en deze opdracht binnen vier weken af te ronden."
Putters was ook in een vroeg stadium door Pieter Omtzigt genoemd, die niet in een meerderheids- of minderheidskabinet met Wilders wil regeren. Putters nam de opdracht aan en legde voor de duur van zijn informateurschap zijn functie als SER-voorzitter tijdelijk neer. In een later stadium van de kabinetsformatie benaderde Wilders Putters met de vraag of hij de rol van minister-president wilde vervullen, maar deze bedankte hiervoor.

## Visie
Putters meent dat er structureel overleg tussen politiek en maatschappelijke organisaties en burgers zou moeten plaatsvinden. 'Polderen' is volgens hem een goede methode om wensen en problemen van mensen in het land die de laatste decennia uit het zicht zijn geraakt, weer op de politieke agenda te krijgen. Daarbij zou meer vanuit de burger moeten worden geredeneerd en niet vanuit overheidsbeleid. Hij nam het in het verleden ook meermaals op voor de ‘reële zorgen’ van burgers die op de PVV stemden. Hij schreef PvdA-partijgenoten in 2010 echter ook dat hij de onverschilligheid en verrechtsing een halt wil toeroepen en de Eerste Kamer "geen plek is voor populisten en schreeuwpolitiek".
Putters pleit al jaren voor de ontwikkeling van een 'nieuw sociaal contract’ tussen overheid, burger en samenleving. Naar zijn opvatting zouden regeerakkoorden niet al te gedetailleerd moeten zijn, zodat er ruimte ontstaat voor invloed vanuit de politieke oppositie en de maatschappij bij het reguleren van vraagstukken en problemen.

## Vrijwillige werkzaamheden

### Scouting
Putters is van kinds af aan betrokken bij de scoutingbeweging. Tussen 2006 en 2011 was hij algemeen bestuurslid in het landelijk bestuur van Scouting Nederland. Het logo van deze organisatie stond op de manchetknopen die hij droeg bij het officieel aanvaarden van de opdracht tot informateur in 2024. Voor zijn inzet binnen de scoutingbeweging ontving Putters in 2012 het Gouden Waarderingsteken.

### Overig
Putters was van oktober 2016 tot in 2024 bestuurslid van het Oranje Fonds. Sinds 1 juni 2019 is hij dat van het Nationaal Comité 4 en 5 mei. Op 8 februari 2017 sprak hij de jaarlijkse Machiavellilezing uit, met als titel: De burgerdictatuur. Doorgeprikte Haagse bubbels of staatloos populisme?

## Onderscheidingen en lof
- Bij zijn afscheid van de Eerste Kamer in 2013, om directeur te worden van het SCP, werd Putters benoemd tot ridder in de Orde van Oranje Nassau.[40]
- De Volkskrant riep hem in 2019 en 2020 uit tot invloedrijkste Nederlander.[41]
- Op 26 januari 2022 kreeg Putters uit handen van burgemeester Dirk Heijkoop de erepenning van Hardinxveld-Giessendam uitgereikt.[42]
- De Open Universiteit in Heerlen kende hem in 2022 een eredoctoraat toe "vanwege de aansprekende wijze waarop hij, wetenschappelijk onderbouwd, complexe maatschappelijke kwesties toegankelijk maakt voor een breed publiek."[43] Hij nam het eredoctoraat op 23 september 2022 in ontvangst.[43]